# Манта
Ма́нта (Manta birostris) — скат з роду Манта родини мантових. Інша назва «велетенський морський диявол».

## Опис
Найбільший із скатів, ширина тіла окремих особин досягає 7 м (зазвичай 4—4,5 метра), а маса великих екземплярів — до 2 т. Голова пласка, доволі широка, проте не дуже витягнута в довжину. Ротова порожнина мант дуже широка й розташована на передньому краю голови. Як і в інших скатів-рогачів, у манти розвинений цідильний апарат, що складається із зяберних пластинок, на яких фільтрується їжа. Грудні плавці дуже великі, за рахунок чого скат має значні розміри. Тулуб ромбоподібної форми. Хвіст тонкий і короткий з шипом біля його основи. Забарвлення спини темне, близьке до чорного. Черево має білий колір.

## Спосіб життя
Манта чудово пересувається у воді, з легкістю і грацією махаючи «крилами». Іноді спостерігаються лежачими на поверхні води. Найчастіше мант можна побачити в Індійському океані влітку з червня по серпень, в окремих місцях можна зустріти до 10 особин, що полюють або чистять черево об кораловий риф.
Манта долає величезні відстані у пошуках їжі, весь час рухаючись за переміщенням поживи. Здатна вистрибувати з води на 1,5 м над поверхнею. Живиться планктонними ракоподібними і дрібною рибою.
Цей скат є яйцеживородним. Самка манти приносить єдине, але вельми солідне дитинча шириною близько 125 см і масою 10 кг.
М'ясо цього ската доволі смачне, а печінка містить багато поживних вітамінів та жирів.

## Розповсюдження
Цей вид зустрічається в тропічних водах Атлантичного, Індійського і Тихого океанів.

## Галерея

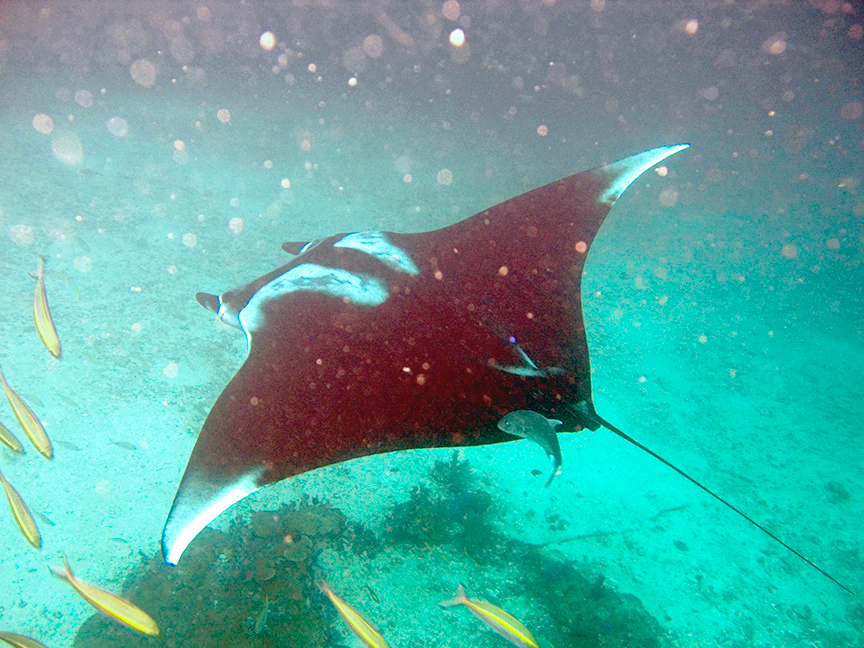
M. birostris з головними плавцями і характерним забарвленням спини (Ko Hin Daeng, Таїланд).
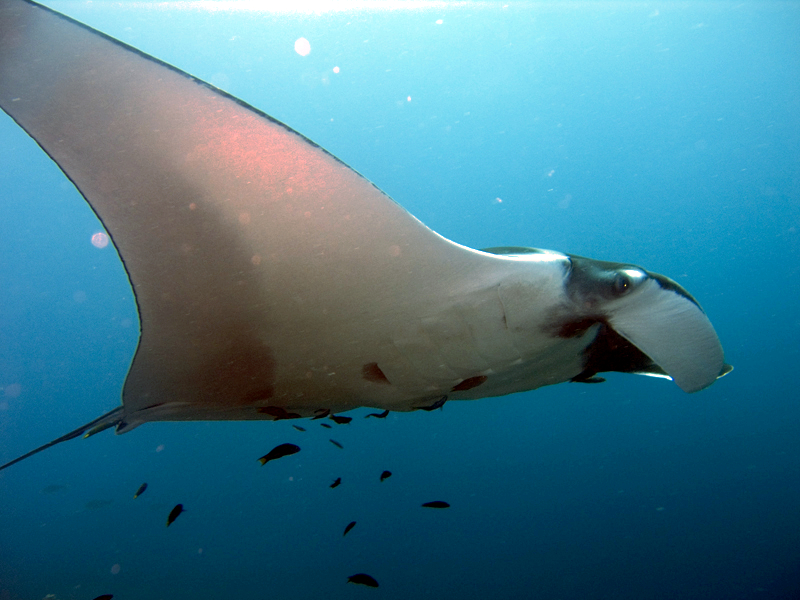
Side view of M. birostris з розгорнутими головними плавцями (Ko Hin Daeng, Таїланд).
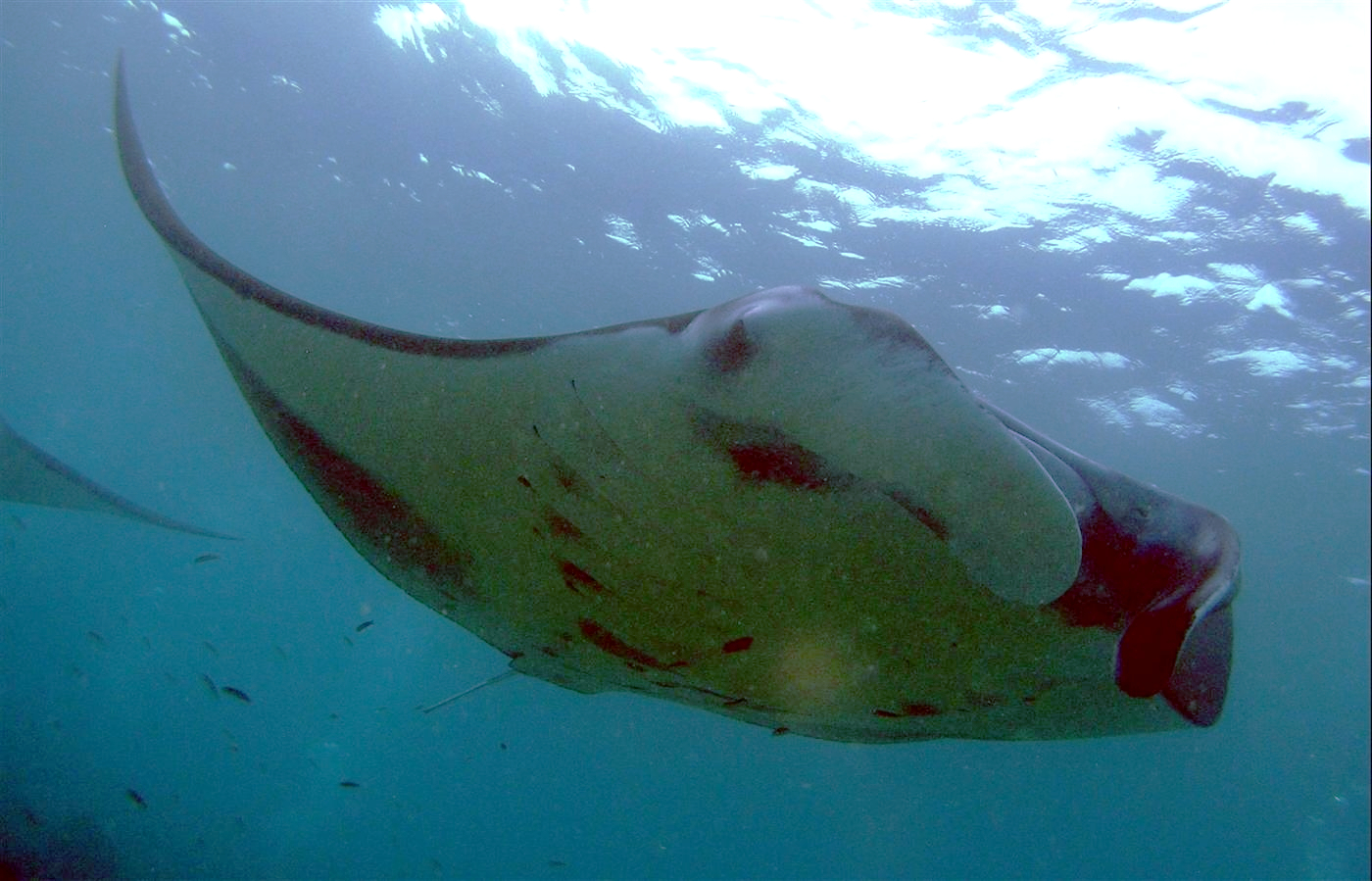
M. birostris з атола «Male», Мальдіви.
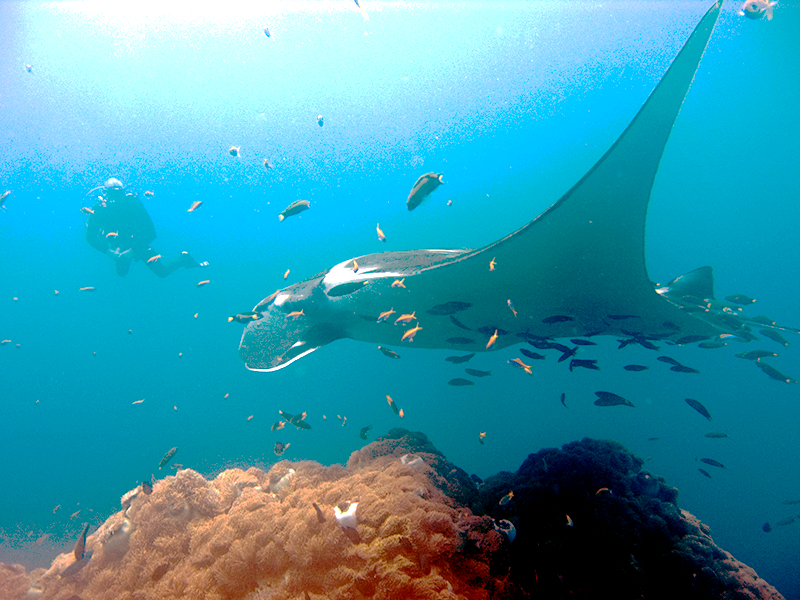
M. birostris на «станції очищення» (Ko Hin Daeng, Таїланд).